# Чтение с регулировкой скорости
Чтение с регулировкой скорости (self-paced reading, SPRT) — вид психолингвистического эксперимента. В ходе его проведения регистрируется время, которое испытуемый затрачивает на прочтение и восприятие слова в тексте.
Метод относится к т. н. онлайн-методам — то есть таким, при которых замеряется реакция испытуемого на стимулы непосредственно в ходе эксперимента.

## История
Метод чтения с регулировкой скорости был разработан в 1970-х годах: в 1976 году в Journal of Experimental Psychology: Human Perception and Performance вышла статья Ааронсон и Скарборо, описывающая эксперимент с использованием этого метода.
В 1978 году чтение с регулировкой скорости применили Митчелл и Грин.
В настоящее время метод чтения с регулировкой скорости широко распространён в психолингвистике.

## Принцип эксперимента
На экран выводится фраза, в которой все буквы заменены каким-либо нейтральным символом (например, звёздочкой или прочерком). Нажав на кнопку, испытуемый открывает первое слово, и, прочитав его, открывает следующее. Предыдущее слово при этом снова заменяется группой символов. Таким образом, в течение всего времени чтения фразы испытуемый видит количество и длину слов, но при этом в каждый момент времени ему доступно не более одного слова.
Время, которое потребовалось испытуемому на прочтение каждого слова, автоматически учитывается программой.
В дополнение к непосредственно чтению фраз могут использоваться контрольные вопросы на понимание прочитанного (например, вопрос «Что закинул в море старик?»), что помогает предотвратить эффект привыкания и утрату испытуемым концентрации.

### Пример текста
- Закинул ------ ----- — ----
- ------- старик ----- — ----
- ------- ------ невод — ----
- ------- ------ ----- в ----
- ------- ------ ----- — море

## Применение
Метод чтения с регулировкой скорости позволяет отслеживать задержку внимания испытуемого и общее время, затраченное на чтение и понимание отдельного слова или фразы. Исследования, в которых применяется данный метод касаются, как правило, следующих тем:
- усвоение второго языка;
- морфологическая и синтаксическая неоднозначность;
- обнаружение ошибок в тексте;
- предвосхищение и эффект неожиданности (ситуации, когда стереотипная фраза заканчивается неожиданным образом);
- механизмы работы памяти (при чтении синтаксически сложных фраз) и пр.